# 1625 The NORC
Az 1625 The NORC (ideiglenes jelöléssel 1953 RB) a Naprendszer kisbolygóövében található aszteroida. Sylvain Arend fedezte fel 1953. szeptember 1-én, Uccleban.